# Конституция УССР (1919)
Конституция Украинской Социалистической Советской Республики 1919 года (укр. Конституція Української Соціалістичної Радянської Республіки 1919) — нормативный акт, закреплявший установление советской формы власти на Украине, первый Основной Закон УССР. Известна только её редакция на русском языке.

## История
Разработанная ВУЦИК и СНК УССР в соответствии с директивами 3-го съезда КП(б)У. Принятая на Третьем Всеукраинском съезде Советов 10 марта 1919, а в окончательной редакции — на заседании ВУЦИК 14 марта 1919. В её основу положена Конституция Российской Социалистической Федеративной Советской Республики 1918 года. Состояла из 4-х разделов, содержащих 35 статей. УССР признавалась в ней как государство диктатуры трудящихся и эксплуатируемых масс пролетариата и беднейшего крестьянства над их вековыми угнетателями и эксплуататорами — капиталистами и помещиками. Задачей диктатуры было обеспечение «перехода от буржуазного строя к социализму путём проведения социалистических преобразований и систематического подавления всех контрреволюционных проявлений со стороны имущих классов». Конституция провозглашала отмену частной собственности на все средства производства, в том числе на землю, закрепление власти только за трудящимися массами: только за ними признавались политические права, на них возлагалась вооружённая защита завоеваний революции. Население страны, которое использовало наёмный труд и жило на нетрудовые доходы (в частности, частные торговцы, коммерческие посредники, монахи и служители религиозных культов, бывшие полицейские и жандармы), а также осуждённые, душевнобольные и сумасшедшие лишались политических прав. Конституция заявляла о твёрдой решимости УССР войти в состав единой социалистической советской республики, как только создадутся условия для построения последней, а также о намерении войти в тесный союз с существующими советскими республиками. Власть в республике должны были осуществлять советы рабочих, крестьянских и красноармейских депутатов. Объявлялась их борьба за победу мировой коммунистической революции.
Конституция определяла организацию государственной власти в центре и на местах, разграничение компетенции между различными её органами. В центральные органы власти были отнесены: Всеукраинский съезд советов рабочих, крестьянских и красноармейских депутатов, ВУЦИК, РНК. Высшей властью конституция объявляла Всеукраинский съезд Советов, который созывался не реже двух раз в год, а в период между съездами — ВУЦИК. К исключительной компетенции ВУЦИК принадлежало, в частности, формирование РНК, вопрос о границах, внешние отношения, вооружённые силы, определение направлений развития народного хозяйства. Все центральные органы наделялись законодательными правами. В органы советской власти на местах были отнесены совета рабочих, крестьянских и красноармейских депутатов, губернские, уездные и волостные съезды советов и избранные ими исполнительные комитеты. Сроки и порядок выборов, нормы представительства, внутренней организация этих органов, разграничение компетенции власти между ними, а также с центральными органами устанавливались ВУЦИК.
В Конституцию входил приспособленный к УССР текст Декларации прав трудящегося и эксплуатируемого народа, утверждённый 3-м Всероссийским съездом советов 18 января 1918 года. Последний раздел конституции устанавливал герб и флаг УССР. Со временем в Конституцию 1919 года были внесены изменения, наиболее существенные — после образования СССР. С этими изменениями конституция действовала до 15 мая 1929 года (см. Конституция Украинской Социалистической Советской Республики 1929).